# Bob Van Rompaey
Robert (Bob) Louis Hubert Van Rompaey (Lier, 13 augustus 1930 - Mol, 7 september 2003) was een Belgisch politicus voor de CVP.

## Levensloop
Hij was een zoon van Mauritius Van Rompaey (1901-1981) en van Margaretha Wuyts (1900-1964). Hij was een broer van volksvertegenwoordiger en senator Hugo Van Rompaey. Hij promoveerde in 1955 tot doctor in de rechten aan de Katholieke Universiteit Leuven en vestigde zich als advocaat aan de balie van Turnhout.
Hij werd in 1964 voor de CVP verkozen tot gemeenteraadslid van Mol, een functie die hij bleef uitoefenen tot in 1994. Van 1965 tot 1970 en van 1977 tot 1982 was Van Rompaey burgemeester van de gemeente.
Bij de verkiezingen van 1968 werd hij voor het arrondissement Turnhout verkozen als lid van de Kamer van volksvertegenwoordigers, wat hij bleef tot in 1974. Na de verkiezingen van 1974 werd hij lid van de Senaat als provinciaal senator voor de provincie Antwerpen. Na de verkiezingen van 1977 keerde hij terug naar de Kamer alwaar hij zetelde tot 1981. Bij de verkiezingen van 1981 werd hij ten slotte verkozen tot rechtstreeks gekozen senator voor het kiesarrondissement Mechelen-Turnhout, wat hij bleef tot in 1995. 
In de periode december 1971-oktober 1980 zetelde hij als gevolg van het toen bestaande dubbelmandaat ook in de Cultuurraad voor de Nederlandse Cultuurgemeenschap, die op 7 december 1971 werd geïnstalleerd. Vanaf 21 oktober 1980 tot mei 1995 was hij lid van de Vlaamse Raad, de opvolger van de Cultuurraad en de voorloper van het huidige Vlaams Parlement.